# 5. Infanterie-Division
5. Infanterie-Division var ett tyskt infanteriförband under andra världskriget. Förbandet omorganiserades i oktober 1941 till 5. Leichte Infanterie-Division.

## Befälhavare
- Generalleutnant Wilhelm Fahrmbacher 1 sep 1939 - 25 okt 1940
- Generalmajor Karl Allmendinger 25 okt 1940 - ? okt 1941

## Organisation
- 14. infanteriregementet
- 56. infanteriregementet
- 75 infanteriregementet
- 5. artilleriregementet
- träng- och tygförband